# Ruch Amal

Flaga Amalu

Libańskie Oddziały Oporu (arab.: أفواج المقاومة اللبنانية - Afwadż al-Mukawama al-Lubnanijja) lub Ruch Amal (arab.: حركة أمل - Harakat Amal) – libańska partia polityczna, reprezentująca społeczność szyicką, wchodząca w skład prosyryjskiego Sojuszu 8 Marca. Słowo amal, po arabsku "nadzieja", jest jednocześnie akronimem pełnej nazwy organizacji.
Amal powstał w 1975 roku jako zbrojne skrzydło Ruchu Poniżanych, szyickiej organizacji politycznej, utworzonej rok wcześniej przez Musę as-Sadra i Husajna al-Husajniego. Skoncentrowali się oni na obronie świeckich interesów społeczności szyickiej. Ruch był jedną z najważniejszych szyickich frakcji zbrojnych podczas wojny domowej w Libanie. Milicja Amal walczyła o wyzwolenie południowego Libanu spod okupacji izraelskiej.  Partia korzystała ze wsparcia rządu syryjskiego.  Początkowo odnosiła się wrogo do lewicy i Palestyńczyków, prowadziła walkę z proirackimi baasistami w 1980 r., dokonując szeregu akcji terrorystycznych (np. zamach na biuro irackiej agencji prasowej w kwietniu, zabicie dyplomaty irackiego w lipcu). Zbliżyli się do lewicy w czasie agresji izraelskiej w czerwcu 1982 r, ale w latach 1985–1988 znowu rozpoczęły się walki z OWP. Członkowie Amalu walczyli również z oddziałami palestyńskimi i sunnicką milicją Al-Murabitun w tzw. wojnie o obozy, a następnie z proirańskim Hezbollahem o kontrolę nad Bejrutem. W szczytowym okresie rozwoju organizacja liczyła 14 tys. członków.